# Bagaméri Sámuel
Felsőbányai Bagaméri Sámuel (18. század) református lelkész.

## Élete
Nagyenyeden tanult, ahol 1722-ben kollégiumi esküdt és könyvtáros volt. 1724-től Odera-Frankfurtban, 1726-tól Groningenben tanult. Hazatérve 1727-ben Nagybányán, 1732-tól Zsarolyánban, 1736-tól Beregszászban, 1743-tól Huszton szolgált lelkészként.

## Művei
- Az idvezűlt úr. néhai… Kendeffi Gábor… hideg tetemének utolsó megtisztelésére intézett magyar oratio. Kolozsvár, 1722 (Nádudvari Péter és mások halotti beszédeivel együtt)
- De opere Dei miraculoso, gratioso et glorioso in sanctis redivivis demonstrato (Máté XXVII. 52–3.) (Oderafrankfurt, 1726)